# 美香
美香（みか、1975年9月9日 - ）は、日本の女性ファッションモデル。北海道室蘭市出身。IARA所属。

## 略歴
札幌の短大時代にモデルとして活動を開始する。周囲の友人が社会に出ていった22歳の時にモデルの仕事を本気で頑張ろうと決心し、札幌の事務所を辞めて上京した。
ファッション雑誌『Oggi』の専属モデルを経て、『美人百花』『andGIRL』『STORY』『美ST』などのモデルとして活動する。

## 人物
2009年3月21日に結婚式を挙げた。夫は1歳下で、7年の交際期間を経て結婚に至った。2011年12月6日に第1子男児を出産した。
2018年12月に離婚を発表した。

## 主な出演作品

### 雑誌
- MISS
- Oggi
- MAQUIA
- 美人百花
- andGIRL
- ar
- sweet
- STORY

### CM・広告
- レオニス株式会社 コルレオニスシュミズ Corleonis CHEMISE（2001年 - ）
- スズキ ワゴンR　『RR篇』（2002年）寺田椿と共演。
- ピップ スリムウォーク・2代目イメージモデル（2004年 - 2006年）
- カシオ Baby-G（2005年）
- 千歳アウトレットモール・レラ
- ニッセン CM「合コン編」（2007年）
- ユニリーバ・ジャパン 『LUXボディーソープ』・イメージモデル
- am/pm
- 大丸
- northcorner http://northcorner.girlfriend.jp
- アプワイザー・リッシェ（2011年 - ）
- 花王 クリアクリーンプレミアム (2020年4月10日 -) [6]

## 著作

### 単著
- モデル★美香の美人ガイド（2006年6月、ワニブックス）ISBN 978-4847016592
- モデル★美香の美人ガイド2（2007年10月11日、ワニブックス）ISBN 978-4847017407
- モデル・美香の女磨きダイアリー―Mika’s Net（2008年12月、角川春樹事務所）ISBN 978-4758411288
- モデル★美香の美人ガイド3（美人開花シリーズ）（ワニブックス 美人開花シリーズ）（2010年2月14日、ワニブックス）ISBN 978-4847018909
- 47歳・モデル美香の「一生美人」本（2023年4月、光文社）ISBN 978-4334843564

### 共著
- キレイを磨く 美香のビューティ★野菜レシピ（友野なお、2009年10月23日、INFASパブリケーションズ）ISBN 978-4900785960

### 写真集
- 10th（2009年9月5日、ワニブックス　撮影：谷隆志、高橋ヨーコ）ISBN 978-4847018619